# Vilarinho das Azenhas
Vilarinho das Azenhas ist ein Ort und eine ehemalige Gemeinde (Freguesia) im portugiesischen Kreis Vila Flor. Die Gemeinde hatte 109 Einwohner (Stand 30. Juni 2011).
Am 29. September 2013 wurden die Gemeinden Vilarinho das Azenhas und Vilas Boas zur neuen Gemeinde União das Freguesias de Vilas Boas e Vilarinho das Azenhas zusammengeschlossen.